# Кавария-кон-Премеццо
Кавария-кон-Премеццо (итал. Cavaria con Premezzo) — коммуна в Италии, располагается в провинции Варесе области Ломбардия.
Население составляет 4787 человек, плотность населения составляет 1596 чел./км². Занимает площадь 3 км². Почтовый индекс — 21044. Телефонный код — 0331.
Покровителями коммуны почитаются святые Кирик и Иулитта, празднование 16 июня, а также Пресвятая Богородица (Maria Addolorata).